# NinjaBee
NinjaBee ist ein US-amerikanisches Entwicklungsstudio für Videospiele, mit Sitz in Orem, Utah. Das Unternehmen entwickelt herunterladbare Videospiele für Windows, macOS, Handheld-Konsolen, WiiWare, PlayStation Network und Xbox Live Arcade.

## Spiele
- A Handful of Keflings – Oculus Rift, HTC Vive (2018)
- Nutjitsu – PC (2013), Xbox One (2014)
- Akimi Village – PlayStation 3 (PSN) (2011)
- A World of Keflings – Xbox 360 (XBLA) (2010), PC (2013), Wii U (2014)
- Ancients of Ooga – Xbox 360 (XBLA), PC (2010)
- Dash of Destruction – Xbox 360 (XBLA) (2008)
- Boingz – Wii (WiiWare) (2008)
- A Kingdom for Keflings – Xbox 360 (XBLA), PC (2008, 2010)
- Band of Bugs – Xbox 360 (XBLA), PC (2007)
- Cloning Clyde – Xbox 360 (XBLA), PC (Steam) (2006, 2011)
- Outpost Kaloki – PC, Xbox 360 (XBLA) (2004, 2005)
- Void War – PC (2004)

Die NinjaBee-Website dient auch als Online-Verkauf und Distributionszentrum für eine kleine Anzahl unabhängiger PC-Spiele, wie Eets von Klei Entertainment.